# АНС
АНС — синтезатор, що сконструйований 1957 року інженером Є. О. Мурзіним. Названий на честь російського композитора О. М. Скрябіна, що пов'язано головним чином з наслідуванням та перенесенням ідеї світла з художньо-образної площини (в музиці Скрябіна) в технічну (в синтезаторі). Метою створення синтезатору був, головним чином, пошук нових тембрових рішень, пошук нових, «космічних» звуків (60-ті роки — епоха освоєння космосу), що також певним чином перегукувалося з ідеями Скрябіна.

## Принцип роботи
Технологічним базисом роботи АНС став метод фотооптичного звукозапису, що використовувався в кінематографі. Цей метод дозволяв графічно зобразити звукову хвилю і навпаки — відтворити штучно накреслене зображення хвилі.
Генерування тонів здійснювалось оптичним способом — оптичний сигнал з частотою від 40 до 11 000 Гц подавався від 576 джерел світла — «хром». Відповідна частота оптичного сигналу досягалась за допомогою вмонтованих перед джерелом світла дисків з отворами спеціальної форми, що обертались з відповідною швидкістю — від 40 до 11 000 обертів на секунду.

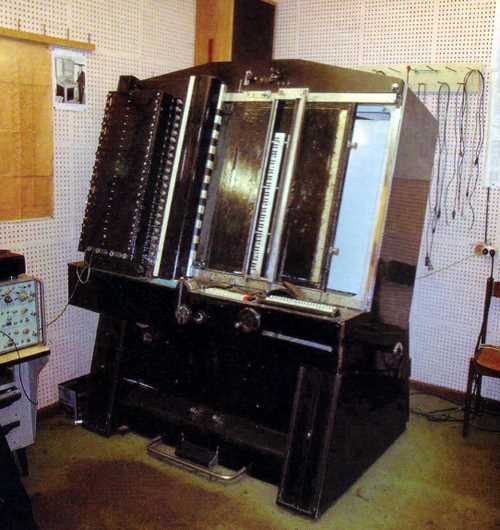
Синтезатор АНС

Зчитування сигналу здійснювалось фотоелектричними елементами. Між генераторами та пристроями для читання сигналу поміщалась партитура, що являла собою прозору дошку з нанесеним на неї шаром невисихаючої фарби. Малюнок, який композитор накреслював на цій дошці, визначав характер синтезованого звуку — прозорі фрагменти пропускали оптичний сигнал, в той час як непрозорі — затримували. Ця дошка — «партитура» — рухалась зі швидкістю до 24 мм/сек, завдяки чому можна було запрограмувати синтезований звук в його динаміці.
Шкала частот на АНС ділить октаву на 72 рівні інтервали (тобто на мікроінтервали величиною в 1/6 тону). Такий звукоряд суб'єктивно сприймається як безперервний і відкриває композитору широкий простір для експериментування. Зокрема, можна було отримати той чи інший тембр, вимальовуючи обертони звукового сигналу відповідно до шкали обертонів.

## Історія

умовна фортепіанна клавіатура (3) та шкала обертонів (2), що допомагала композитору правильно накреслити той чи інший звук на прозорій дошці (1)

Презентація синтезатору АНС на ВДНГ СРСР, а потім на міжнародній електронній виставці в Генуї мала величезний успіх. Для якнайдієвішого піару інструменту був знятий короткометражний фільм «До зірок», музику до якого написав радянський композитор Е.Артєм'єв. Західноєвропейські бізнесмени, надзвичайно високо оцінивши винахід, що не мав аналогів у Європі та США, пропонували Є.Мурзіну вигідну співпрацю за кордоном, від яких винахідник, однак, відмовився.
В 1967 на першому поверсі Будинку-музею Скрябіна була відкрита спеціалізована Експериментальна студія електронної музики, де й було розміщено синтезатор. В ці роки з АНС працювали Едуард Артєм'єв (нині президент асоціації електронної музики Росії), А.Шнітке, Софія Губайдуліна, Едісон Денисов та інші. АНС також використано в фільмах А.Тарковського «Соляріс», «Дзеркало» (композитор — Е.Артем'єв), та інших.

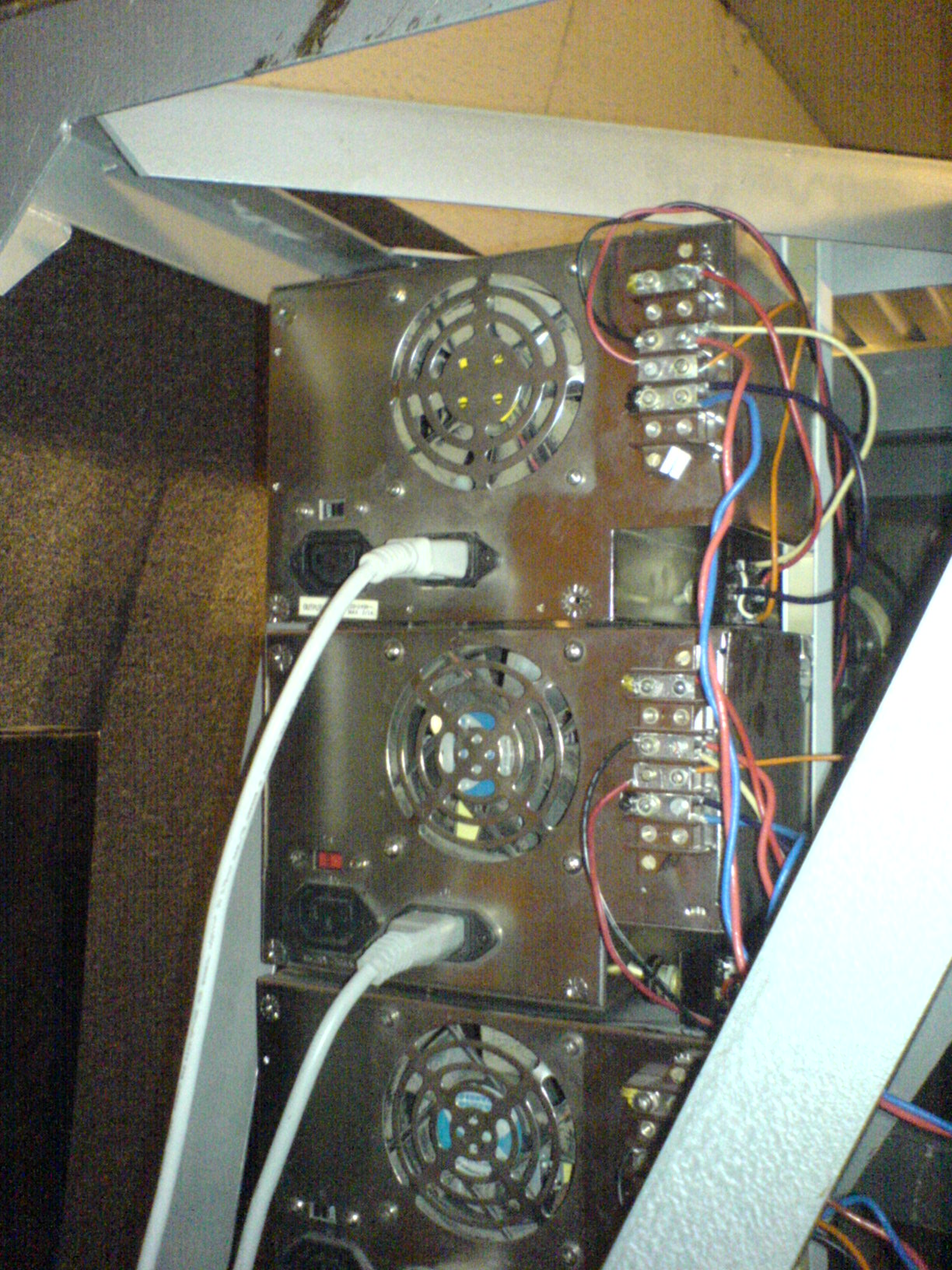
Замість старих встановлено імпульсні блоки живлення (лютий 2006)

На початку 1970-х років, після смерті Є.Мурзіна (1970), що збіглася з антидемократичними змінами в культурній політиці СРСР, експериментальна студія була закрита як така, що не відповідала ідеалам комуністичного культурного будівництва, а інструмент — на довгі роки забутий в архіві Московського державного університету.
Відродження лабораторії прийшло лише в 1990-х роках з занепадом СРСР. З 1990-х років з синтезатором АНС працювали Е.Артем'єв, В.Бєлунцов, продовжують працювати молоді московські композитори.
В 2003 году британська експериментальна група Coil випустила альбом ANS, що включив композиції, створені за допомогою цього синтезатора.
2008 року копія синтезатора АНС встановлена в Державному центральному музеї музичної культури ім. М. І. Глінки (ГЦММК) в Москві (ГЦММК) в Москві (презентація відбулася 16 жовтня); обслуговуванням інструменту займається Станіслав Крейчі.

## Дискографія
Станом на 2011 рік було випущено 19 видань з записами інструменту АНС, починаючи від грамплатівки 1970 року випуску.
1. АНС-СИНТЕЗАТОР — LP/ Электронная музыка — 1970 (Melodia D 25631-2, СССР, 1969)
2. «Музыкальное приношение» (Мелодия С60 30721 000. 1990г, запис 1971 р.)
3. Журнал «Кругозор» 1973 N6 (з гнучкою платівкою із записами музики з фільму «Соляріс» та іншими творами)
4. Eduard Artemiev / Electronic Music Experiment Studio Ensemble. Solaris (Original Soundtrack) (LP, Мелодия, СССР, 1972), (LP, RE, Nippon Columbia, Japan,1978)
5. Эдуард Артемьев — Andrey Tarkovsky Vol. 3. Solaris. (Toei Music Publishing Co., Ltd., Japan, TMP-2003, 1995)
6. СОЛЯРИС, ЗЕРКАЛО, СТАЛКЕР — Музыка к кинофильмам (Torso Kino CD 5001, LP 50001, Голландия, 1990)
7. Эдуард Артемьев: «Солярис. Зеркало. Сталкер» (Electroshock Records, ELCD 012, 1999)
8. Збірник «Deepnet» (Side Effects, 2 × CD, Compilation, 1996)
9. Электроакустическая музыка. Том IV. Синтезатор АНС. 1964—1971 (Electroshock Records ELCD 011, Россия, 1999)
10. Станислав Крейчи: «Ансиана» (Electroshock Records 2000, Elcd 016)
11. Станислав Крейчи: «Голоса и движение» (Electroshock Records 2002, ELCD 023)
12. Сборник «In Memoriam Tarkovsky» (Insofar Vapor Bulk, IVBCD08, 2002 год)
13. Coil — ANS (2003)
14. CISFINITUM. «Бездна». 2005 г.
15. Bad Sector — Kosmodrom (Waystyx, 2005)
16. James Fei. «STUDIES ON THE ANS» (2006)
17. Zweiss — Untitled (Cassette, Epicene Sound Systems) — (2007)
18. Alva Noto «For 2» (LINE_044, 2010)
19. CISFINITUM / THE [LAW-RAH] COLLECTIVE «[ANS]werk» (2011)